# Claude Richardson
Pour l’article homonyme, voir Richardson.
Claude Sartoris Richardson (11 juin 1900-22 février 1969) est un avocat et homme politique fédéral du Québec.

## Biographie
Claude Richardson est né à Sydney en Nouvelle-Écosse.
Il est élu député du Parti libéral du Canada dans la circonscription fédérale de Saint-Laurent—Saint-Georges lors d'une élection partielle déclenchée après la démission du député et ministre Brooke Claxton en 1954. Réélu en 1957, il fut défait en 1958 par le progressiste-conservateur Egan Chambers.